# Puig de Sant Pere (Garrigoles)
El Puig de Sant Pere és una muntanya de 141 metres que es troba al municipi de Garrigoles, a la comarca catalana del Baix Empordà.